# شعوب (مدينة)
شعوب، هو اسم لمدينة قديمة، يعود تاريخها إلى الفترات المبكرة من تاريخ اليمن القديم إلى المرحلة العتيقة من تاريخ دولة سبأ، وقد كانت تقع إلى شمال مدينة صنعاء التي ظهرت في فترة متأخرة فيما بعد، من فترة ظهور مدينة  شعوب، أما الآن فقد أصبح الاسم يطلق على حي شعوب من أحياء العاصمة صنعاء، وهو ذلك الحي الذي اتسع بعد الإسلام وتركز حول قبر الصحابي الجليل  فروة بن المسيك المرادي  الذي لا يزال المسجد الذي بناه في المنطقة يحمل اسمه.

## تاريخ
ظهرت مدينة  شعوب في النقوش كحاضرة لقبيلة مأذن التي كانت تنتشر في أراضي القاع المعروف حالياً بقاع الرحبة، ووادي ظهر، على أن معارفنا عن قبيلة  مأذن قبل فترة ملوك سبأ وذي ريدان تكاد أن تكون معدومة، حتى أن نقش النصر الذي سجله الحاكم السبئي كربئيل وتر بن ذمار علي مكرب سبأ والموسوم بـ (RES.3945)، لم يذكرها بالرغم من ذكره لأراضٍ شاسعة من نجران إلى الخليج العربي، وقبائل مختلفة كانت تنتشر على تلك الأراضي، ولكن هناك نقشاً من نفس الفترة وهو النقش الموسوم بـ (CIH.37)، يدل على أن عدم ذكر سمعي ـأو السكوت عنهاـ في نقش النصر إنما كان سببه أنها كانت حينذاك على وئام مع سبأ، بل وكانت تعيش في ظل السلام السبئي.
كانت قبيلة مأذن في فترة ملوك سبأ وذي ريدان، على علاقة حسنة بملوك سبأ طيلة تلك الفترة، وقد أقيمت نتيجة لتلك العلاقة الطيبة مدينة صنعاء على أراضيها، وإلى الجنوب من حاضرتها  شعوب.
وقد ظلت قبيلة مأذن تسيطر على أراضيها حتى (القرون الثلاثة الميلادية الأولى)، حيث ورد ذكرها عند الهمداني، حيث قال: (كما يجمع ظهر وضلع وريعان مخلاف مأذن) وهو ما يعرف اليوم (ضلاع همدان) ووادي ظهر، ويقع في الشمال الغربي من صنعاء ويشمل حي الحصبة المكان الواقع غرب شعوب، بمعنى أن شعوب ظلت تقريباً حتى (القرن 3هـ/9م) حاضرة لقبيلة مأذن، ولكنها اليوم أصبحت حي شعوب ومديرية شعوب في العاصمة صنعاء.